# Rudolf Gottsberger

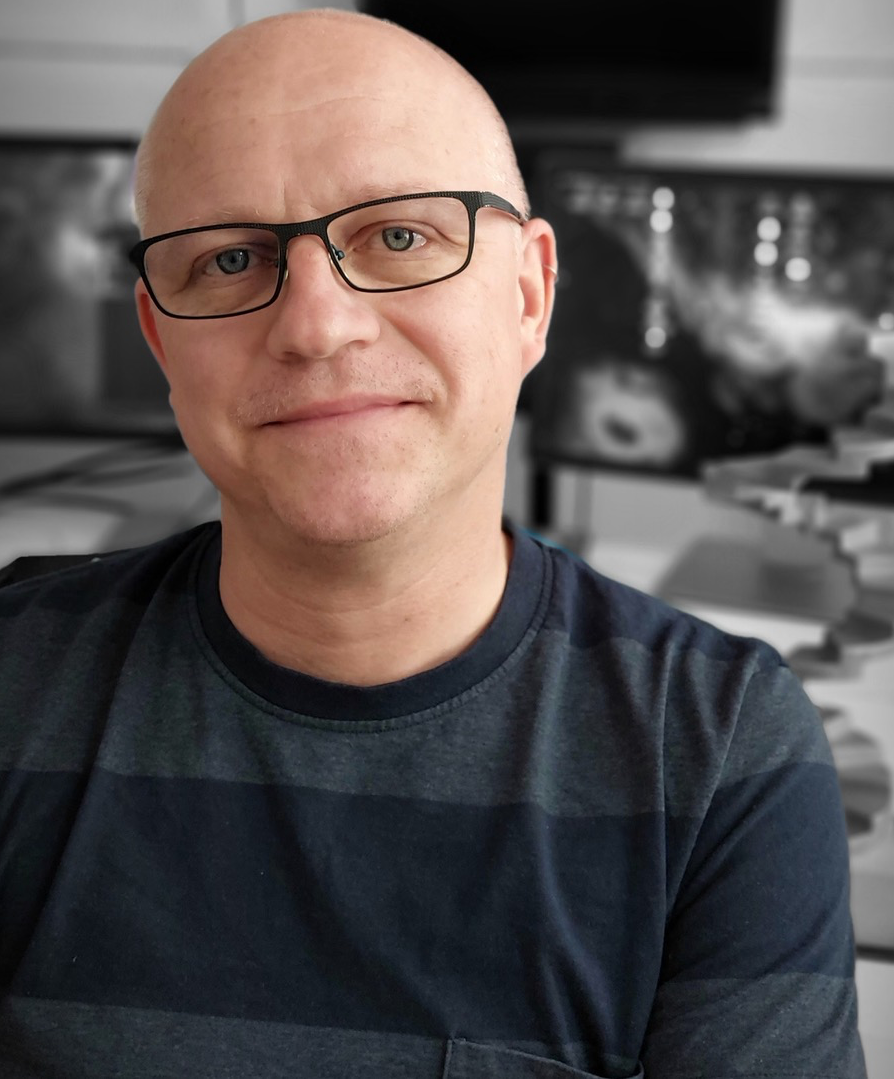
Rudolf Gottsberger (2022)

Rudolf Gottsberger (* 27. Februar 1976 in Botucatu) ist ein österreichischer Sounddesigner, Filmtonmeister, Video-Editor und Filmemacher.

## Leben
Rudolf Gottsberger ist der Sohn des Wissenschaftlers Gerhard Gottsberger und der Biologin Ilse Silberbauer-Gottsberger. Geboren in Brasilien verbrachte Rudolf Gottsberger seine ersten sieben Jahren in Brasilien/ Botucatu, São Paulo und in Sao Luis, Maranhão. 1983 übersiedelte er gemeinsam mit seiner Familie nach Gießen, Deutschland. 1995 schloss er im Ulmer Gymnasium die Schule mit der Matura ab.
Rudolf Gottsberger wurde 1996–1998 zum Tontechniker und 1999–2001 zum Digital Film Artist ausgebildet.
Seit 2009 ist er Geschäftsführer der Filmproduktion studioROT KG, gegründet zusammen mit dem österreichischen Musiker und Sounddesigner Thomas Pötz. Gottsberger arbeitet auch als Projektmanager bei dem Fernsehsender ATV und PULS4.
2020 gewann er den österreichischen Filmpreis für die Beste Tongestaltung mit Nevrland. 2020 gewann Born in Evin den deutschen Filmpreis in der Kategorie bester Dokumentarfilm. Gottsberger hat dafür den Tonschnitt und das Sounddesign beigetragen. 2024 erhielt er den Hellenic Film Academy Awards für Best Sound mit dem Spielfilm Animal und war im selben Jahr für den Österreichischen Filmpreis in der Kategorie Beste Tongestaltung nominiert. Er ist Mitglied der Akademie des Österreichischen Films und der Berufsvereinigung der Filmtonschaffenden Österreichs (früher Verband Österreichischer SounddesignerInnen genannt).

## Filmografie (Auswahl)

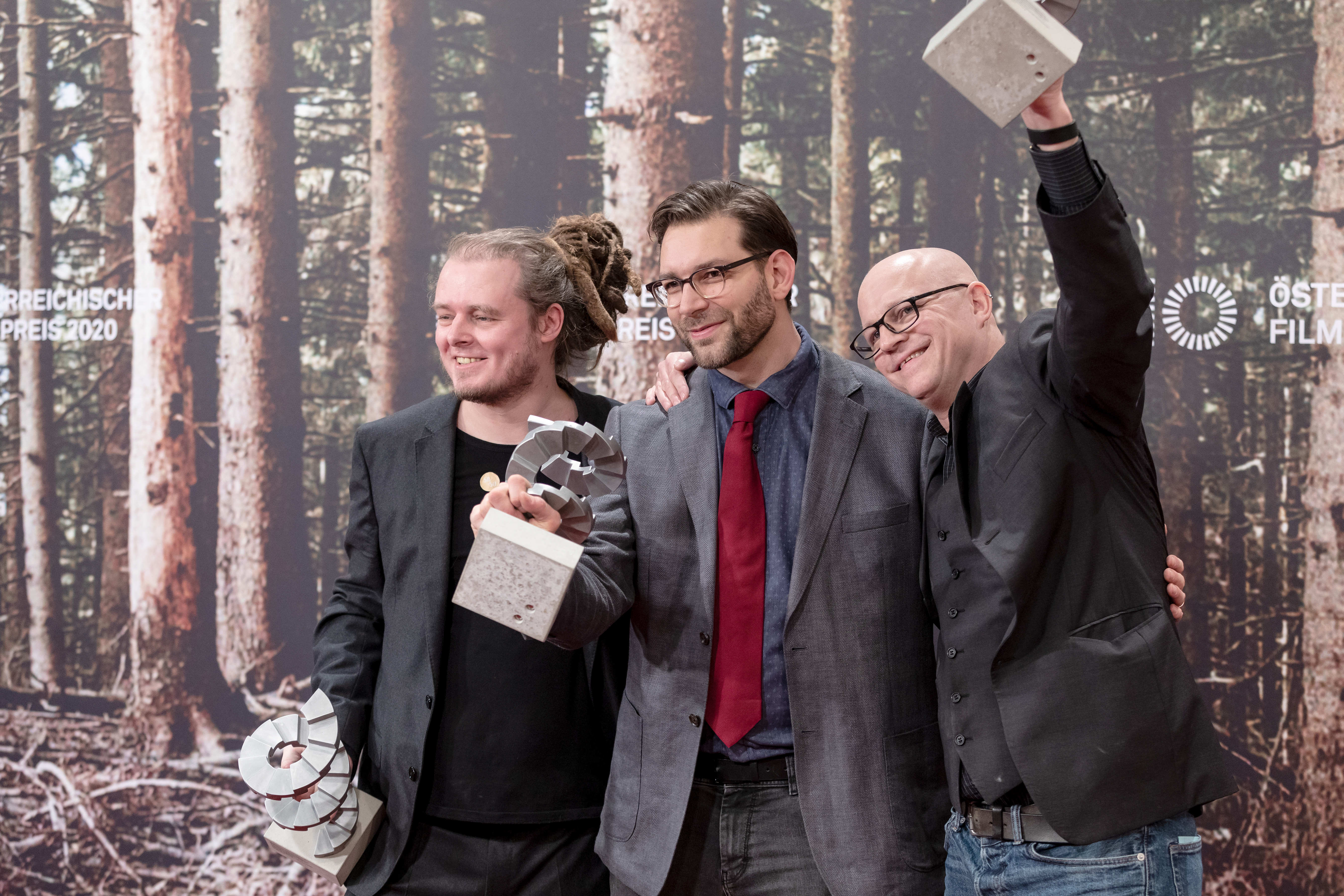
Preisträger des Österreichischen Filmpreises 2020 in der Kategorie „Beste Tongestaltung“ (von links nach rechts): Thomas Pötz, Gregor Kienel und Rudolf Gottsberger.

|  | Jahr | Titel                                                                       | Regie/Produktion                                                  | Kategorie                       | Tätigkeit                                                                              |
|  | 2024 | Biester, Staffel 2                                                          | Regie: Mirjam Unger, Katharina Woll / MR Film                     | TV-Serie                        | Sounddesign, Dialog Editing (Episoden 3, 9, 10)                                        |
|  | 2024 | Gerry Star                                                                  | Regie: Tom Gronau, Max Wolter / Amazon Studios                    | Streaming-Serie                 | Sound Supervisor, Sound Designer                                                       |
|  | 2024 | Winterhöfe                                                                  | Regie: Christoph Strobl / Querschussfilm, Servus TV               | TV-Doku-Reihe                   | Tonschnitt, Tonmischung                                                                |
|  | 2024 | School of Champions, Staffel 2                                              | Regie: Jakob Fischer, Dominik Hartl / Superfilm                   | TV-Serie                        | Sounddesign, Dialog Editing (Episoden 5+6)                                             |
|  | 2024 | Gegen den Strom                                                             | Regie: Christoph Strobl / Servus TV                               | TV-Doku-Reihe                   | Tonschnitt, Tonmischung                                                                |
|  | 2024 | Stilles Wasser, stilles Tal                                                 | Regie: Christoph Strobl / Querschussfilm, Servus TV               | TV-Doku-Reihe                   | Tonschnitt, Tonmischung                                                                |
|  | 2023 | School of Champions, Staffel 1                                              | Regie: Johanna Moder                                              | TV-Serie                        | Sounddesign                                                                            |
|  | 2023 | Novemberpogrom 1938. Die Nacht, als die Synagogen brannten                  | Regie: Uli Jürgens / Trilight Entertainment                       | TV-Dokumentarfilm               | Tonschnitt, Tonmischung                                                                |
|  | 2023 | Animal                                                                      | Regie: Sofia Exarchou / Homemadefilms, Nabis Filmgroup GmbH u. a. | Spielfilm (Kino)                | Sounddesign                                                                            |
|  | 2023 | Operation Weihnachten                                                       | Regie: Mirjam Unger / Monafilm, ORF                               | TV-Spielfilm                    | Sound Editing                                                                          |
|  | 2023 | Louise Fleck. Vergessene Filmpionierin                                      | Regie: Uli Jürgens / KGP, ORF 2, Filmarchiv Austria               | TV-Dokumentarfilm               | Tonschnitt, Tonmischung                                                                |
|  | 2023 | Entlegene Winkel                                                            | Regie: Christoph Strobl / Servus TV                               | TV-Doku-Reihe                   | Tonschnitt, Tonmischung                                                                |
|  | 2019 | M – Eine Stadt sucht einen Mörder                                           | David Schalko                                                     | Miniserie/ TV                   | Foleyschnitt                                                                           |
|  | 2019 | Nevrland                                                                    | Gregor Schmidinger                                                | Spielfilm/ Kino                 | Dolby Atmos – Tonschnitt, Voice Sounddesign                                            |
|  | 2018 | Man Stand Still                                                             | David Lindinger                                                   | Kurzfilm/ Kino                  | Tonmischung, Sounddesign                                                               |
|  | 2018 | Wings of Samothraki                                                         | Armin Faymann                                                     | Dokumentarfilm/ Kino            | 2te. Kamera, Set-Ton, Tonschnitt, Tonmischung, Farbkorrektur                           |
|  | 2018 | Thomas Gottschalk – eine Legende                                            | Otto Retzer                                                       | Dokumentarfilm/ Kino            | Tonschnitt, Tonmischung                                                                |
|  | 2018 | Helmut Fischer – eine Legende. Unvergessen                                  | Otto Retzer                                                       | Dokumentarfilm/ Kino            | Tonschnitt, Tonmischung                                                                |
|  | 2018 | Occupy, Resist, Produce – Scop Ti                                           | Oliver Ressler                                                    | Doku/ Kunstinstallationen       | 2te. Kamera, Set-Ton, Tonschnitt, Tonmischung, Farbkorrektur                           |
|  | 2018 | Making the Past Speak                                                       | Querschuss Film                                                   | Orea Werbung                    | Tonmischung, Sounddesign                                                               |
|  | 2018 | Neue Massstäbe                                                              | Querschuss Film                                                   | Editel Werbung                  | Tonmischung, Sounddesign                                                               |
|  | 2017 | Anubumin                                                                    | Oliver Ressler                                                    | Doku/ Kunstinstallationen       | Farbkorrektur                                                                          |
|  | 2017 | Udo Jürgens. Eine Legende: unvergessen                                      | Otto Retzer                                                       | Dokumentarfilm/ TV              | Tonschnitt, Tonmischung                                                                |
|  | 2017 | The ZAD / Everything’s coming together while everything’s falling apart     | Oliver Ressler                                                    | Doku/ Kunstinstallationen       | 2te. Kamera, Tonschnitt, Tonmischung, Farbkorrektur                                    |
|  | 2017 | Helbling, Transportation, Corporate Clip                                    | Querschuss Film                                                   | Werbung                         | Tonmischung, Sounddesign                                                               |
|  | 2016 | Ende Gelände: Everything’s coming together while everything’s falling apart | Oliver Ressler                                                    | Doku/ Kunstinstallationen       | Kamera                                                                                 |
|  | 2016 | Zügen ins Leben                                                             | Uli Jürgens/ Trilight Entertainment und ORF III                   | Dokumentarfilm/ TV              | Tonschnitt, Tonmischung                                                                |
|  | 2016 | There are no Syrian refugees in Turkey                                      | Oliver Ressler                                                    | Doku/ Kunstinstallationen       | Kamera                                                                                 |
|  | 2016 | COP21: Everything’s coming together while everything’s falling apart        | Oliver Ressler                                                    | Doku/ Kunstinstallationen       | Kamera                                                                                 |
|  | 2016 | Under Amor Rise                                                             | Manes Duerr                                                       | Werbung                         | Sounddesign                                                                            |
|  | 2015 | Einer Von Uns                                                               | Stephan Richter                                                   | Spielfilm/ Kino                 | Tonschnitt, Sounddesign                                                                |
|  | 2015 | Occupy, Resist, Produce – Officine Zero                                     | Oliver Ressler                                                    | Doku/ Kunstinstallationen       | 2te. Kamera, Set-Ton, Tonschnitt, Tonmischung, Farbkorrektur                           |
|  | 2015 | Der ungehorsame Konsul                                                      | Uli Jürgens/ Trilight Entertainment und ORF III                   | Dokumentarfilm/ TV              | Tonschnitt, Tonmischung, Sounddesign                                                   |
|  | 2015 | Occupy, Resist, Produce – VioMe                                             | Oliver Ressler                                                    | Doku/ Kunstinstallationen       | 2te. Kamera, Set-Ton, Tonschnitt, Tonmischung, Farbkorrektur                           |
|  | 2015 | Sporthotel Silvretta Montafon                                               | Manes Duerr                                                       | Werbung                         | Farbkorrektur                                                                          |
|  | 2014 | Occupy, Resist, Produce – RiMaflow                                          | Oliver Ressler                                                    | Doku/ Kunstinstallationen       | 2te. Kamera, Set-Ton, Tonschnitt, Tonmischung, Farbkorrektur                           |
|  | 2014 | The Visible and the Invisible                                               | Oliver Ressler                                                    | Doku/ Kunstinstallationen       | 2te. Kamera, Set-Ton, Tonschnitt, Tonmischung, Farbkorrektur                           |
|  | 2014 | Ein Augenblick Leben                                                        | Anita Natmeßnig/ Novotny & Novotny GmbH \|                        | Dokumentarfilm/ Kino            | Tonschnitt, Sounddesign                                                                |
|  | 2014 | In the Red                                                                  | Oliver Ressler                                                    | Doku/ Kunstinstallationen       | Tonschnitt, Sounddesign, Farbkorrektur                                                 |
|  | 2014 | Jackn                                                                       | Hansjörg Schmoller                                                | Musikvideo                      | Farbkorrektur                                                                          |
|  | 2014 | “Truth” PRAQ                                                                | Hansjörg Schmoller                                                | Musikvideo                      | Farbkorrektur, Kamera                                                                  |
|  | 2013 | Leave It in the Ground                                                      | Oliver Ressler                                                    | Doku/ Kunstinstallationen       | Tonschnitt, Sounddesign, Farbkorrektur                                                 |
|  | 2103 | The Plundering                                                              | Oliver Ressler                                                    | Doku/ Kunstinstallationen       | Tonschnitt, Sounddesign, Farbkorrektur                                                 |
|  | 2013 | The Right of Passage                                                        | Oliver Ressler                                                    | Doku/ Kunstinstallationen       | Tonschnitt, Sounddesign, Farbkorrektur                                                 |
|  | 2013 | Checkfelix                                                                  | Manes Duerr, Demner, Merlicek & Bergmann                          | SPOT/ TV                        | Tonschnitt, Sounddesign, Bildschnitt                                                   |
|  | 2013 | Lays Chips                                                                  | Manes Duerr, MelP Productions                                     | SPOT/ Kino                      | Tonschnitt, Sounddesign, Bildschnitt                                                   |
|  | 2012 | Den letzten fressen die Fliegen                                             | Hansjörg Schmoller                                                | Spielfilm/ Kino                 | Sounddesign, Bildschnitt, PRE MIX                                                      |
|  | 2012 | Take The Square                                                             | Oliver Ressler                                                    | Doku/ Kunstinstallationen       | Tonmischung, Sounddesign, Farbkorrektur, Ausführender Produzent, Kamera                |
|  | 2012 | Goa is not India                                                            | Rudolf Gottsberger \| studioROT, Openmindfilm                     | Dokumentarfilm/ Kino            | Regie, Kamera, Tonschnitt, Sounddesign, Farbkorrektur, Bildschnitt, Musik, Tonmischung |
|  | 2011 | Kendrick                                                                    | Christoph Gerhard/ Yetifilm                                       | /Kino                           | Sounddesign, Bildschnitt, PREMIX, POST PROD. SUPERVISOR                                |
|  | 2010 | Nueva Vista – Kubas Musik jenseits des Son                                  | Parb, Gottsberger, Horn/ Openmindfilm                             | Dokumentarfilm                  | Kamera, Tonschnitt, Sounddesign                                                        |
|  | 2010 | Socialism Failed, Capitalism is Bankrupt. What comes Next?                  | Oliver Ressler                                                    | Doku/ Kunstinstallationen       | Tonmischung, Sounddesign, Farbkorrektur                                                |
|  | 2010 | Fluc – fluctuated rooms am Praterstern                                      | Armin Faymann/ Kipos Productions                                  | Dokumentarfilm                  | Bildschnitt, Tonmischung, Sounddesign, Farbkorrektur, Musik                            |
|  | 2010 | #Unibrennt -Bildungsprotest 2.0                                             | Coop99/ Antonin Svoboda                                           | Dokumentarfilm/ Kino            | Tonschnitt, Sounddesign                                                                |
|  | 2010 | Section 3                                                                   | Paul Kölb, Manes Dürr/ Raftfilms                                  | Dokumentarfilm                  | Bildschnitt                                                                            |
|  | 2009 | As ist goes                                                                 | Hans Jörg Schmoller                                               | Spielfilm                       | Tonschnitt, Sounddesign                                                                |
|  | 2009 | Comuna im Aufbau                                                            | Oliver Ressler u. Dario Azzellini/ Sixpackfilm                    | Dokumentarfilm                  | Tonschnitt, Sounddesign, Tonmischung                                                   |
|  | 2006 | 5 Fabriken – Arbeiterkontrolle in Venezuela                                 | Oliver Ressler u. Dario Azzellini/ Sixpackfilm                    | Dokumentarfilm                  | Kamera, Tonschnitt, Sounddesign, Tonmischung                                           |
|  | 2006 | Checkpoint Charly                                                           | Rudolf Gottsberger/ HAARP                                         | Musik/ CD                       | Tonschnitt, Sounddesign                                                                |
|  | 2005 | Gengis Khan                                                                 | ORF / BBC / ZDF UNIVERSUM\|                                       | Interspot Film \| Dolby Digital | Tonschnitt, Sounddesign                                                                |

## Auszeichnungen
2024 – Hellenic Film Academy Awards in der Kategorie Best Sound für Animal
2024 – Nominierung für den Österreichischen Filmpreis in der Kategorie Beste Tongestaltung für Animal
2020 – Österreichischer Filmpreis für Beste Tongestaltung für „Nevrland“
2020 – Sounddesigner für Born in Evin, Deutscher Filmpreis für bester Dokumentarfilm
2016 – Sounddesigner für Einer Von Uns, Max Ophüls Preis 2016